# Шаманка (Бурятия)
Шама́нка — посёлок в Курумканском районе Бурятии. Входит в сельское поселение «Сахули».

## География
Расположен по восточной стороне Баргузинского тракта, на правобережье реки Шаманки, в 3,5 км северо-западнее места её впадения в Баргузин, в 8 км к северо-востоку от центра сельского поселения — села Сахули.

## Население
| 2002 | 2010 |
| ---- | ---- |
| 246  | ↘192 |